# Кэй, Алан Кёртис
Алан Кёртис Кэй (англ. Alan Curtis Kay; 17 мая 1940) — американский учёный в области теории вычислительных систем. Один из пионеров в областях объектно-ориентированного программирования и графического интерфейса. Также известен благодаря высказыванию «лучший способ спрогнозировать будущее — изобрести его». Президент исследовательского института Вьюпоинта, адъюнкт-профессор информатики в Калифорнийском университете. Советник в TTI/Vanguard. К середине 2005 был главным сотрудником в HP Labs, читал лекции в Киотском университете и был адъюнкт-профессором в Массачусетском технологическом институте.
Разработал язык программирования Smalltalk, где впервые был применён объектно-ориентированный подход. Лауреат премии Тьюринга 2003 года за работу над объектно-ориентированным программированием, Премии Киото (2004). Один из создателей проекта One Laptop Per Child.

## Ранние годы и работа
Уроженец Спрингфилд, Массачусетс, Кэй посещал Колорадский университет и получил там степень бакалавра по математике и молекулярной биологии. Перед учёбой и во время её он работал как профессиональный джазовый гитарист.
В 1966 году поступил в магистратуру в университет Юты на факультет инженерии, получил степень магистра и доктора философии. Здесь он работал с Айвеном Сазерлендом, разработавшим пионерские графические программы, включая Sketchpad. Сазерленд вдохновил Кэя на размышления о программировании и объектах. Так он начал тратить больше времени на исследования в ARPA, завершив свою карьеру профессионального музыканта.
В 1968 году он встретил Сеймура Паперта и изучил язык программирования Лого, диалект Lisp, приспособленный для обучения. Это привело его к изучению работ Жана Пиаже, Жерома Брюнера, Льва Выготского, а также теории конструкционизма в обучении. В дальнейшем это повлияло на его взгляды.
В 1970 году Кэй начал работать на корпорацию Xerox в исследовательском центре Пало-Альто (PARC). В 1970-х он был одним из ведущих разработчиков прототипов сетевых рабочих станций, используя Smalltalk. Эти изобретения в следующем были использованы Apple Computer в их компьютерах Lisa и Macintosh.
Кэй — один из «отцов-основателей» объектно-ориентированного программирования, вместе со своими коллегами из PARC и предшественниками из Норвежского вычислительного центра. Он предложил концепцию Dynabook, которая определила концептуальную базу для ноутбука, планшетного компьютера и электронной книги, и является архитектурой современного оконного графического интерфейса. Так как Dynabook был задуман как учебная платформа, Кэй считается одним из первых исследователей мобильного обучения и, действительно, многие идеи Dynabook были унаследованы при проектировании учебной платформы One Laptop Per Child, в котором Кэй принимает активное участие.
После 10 лет работы в Xerox PARC Кэй на три года становится главным учёным в Atari.

## Недавние работы и признание
Начиная с 1984, Кэй был ведущим исследователем (Apple Fellow) в Apple до закрытия группы перспективных технологий (ATG), одного из отделов исследований и разработок. Тогда он присоединился к Walt Disney Imagineering в качестве главного исследователя (Disney Fellow) и оставался там до тех пор, пока Дисней не закрыл свою программу Disney Fellow. После Диснея, в 2001 году, он основал исследовательский Институт Вьюпоинта, некоммерческую организацию, посвящённую детям, обучению и передовым разработкам программного обеспечения, где является председателем.
Позже Кэй работал в команде Applied Minds, затем стал главным сотрудником (Senior Fellow) в Hewlett-Packard, пока HP не распустил команду перспективных исследований в области программного обеспечения 20 июля 2005 года. 
С 2006 года разрабатывает систему STEPS (STEPS Toward Expressive Programming Systems) на гранты National Science Foundation.